# Stelle principali della costellazione della Corona Boreale
Segue un prospetto delle stelle principali della costellazione della Corona Boreale, elencate per magnitudine decrescente.